# Sedemletna vojna
Sedemletna vojna, vojna med dvema koalicijama evropskih držav, globalna vojna, ki je v letih 1756 - 1763 potekala istočasno v Evropi in v prekomorskih kolonijah in zajemala skoraj vse velesile takratnega sveta.
V Evropi je bil v ospredju spor med Avstrijo in Prusijo za oblast v Šleziji; ta del vojne se imenuje tudi tretja šlezijska vojna. V Severni Ameriki so potekali boji med Veliko Britanijo in Francijo ter staroselci, kar imenujemo francoska in indijanska vojna. Na morjih in v kolonijah sta se za kolonialno posest in za prevlado v pomorski trgovini bojevali predvsem Velika Britanija in Francija. Leta 1762 pa je na stran francoske koalicije vstopila Španija in z napadom na Portugalsko med drugim odprla novo bojišče v kolonijah Južne Amerike. 
Vojna je prinesla največ koristi Veliki Britaniji; Francija ji je morala prepustiti večino svojih posesti v Severni Ameriki in Indiji; dobila je popoln nadzor nad prekomorsko trgovino. Avstrija se je morala dokončno odpovedati Šleziji v korist Prusije, ki je postala ena od petih evropskih velesil. Vojna je pokazala, da je lahko vpliv Rusije na dogajanja v Evropi odločilen.
Vojna je slovenske dežele prizadela z večjimi davki, slovenski vojaki pa so sodelovali v bojih na Češkem in v Šleziji.

## Uvod
Politična razmerja med glavnimi evropskimi silami so se po avstrijski nasledstveni vojni spremenila. Glavni sovražnik Avstrije je postala Prusija, ki ji je v prvi in drugi šlezijski vojni iztrgala Šlezijo in jo z močno vojsko še naprej ogrožala. V Severni Ameriki so v letih 1754-55 ponovno izbruhnili spopadi med angleškimi in francoskimi kolonialisti, ki so povzročili napetost tudi med Veliko Britanijo in Francijo. Velika Britanija je želela svojo matično deželo, volilno kneževino Hannover, zavarovati pred Francijo in je januarja 1756 s Prusijo sklenila zavezništvo (westminstrska konvencija). Prusija se je s tem oddaljila od nekdanje zaveznice Francije, ki je v odgovor prekinila stoletja trajajoče dedno sovraštvo s Habsburžani in maja 1756 podpisala obrambno zavezo z Avstrijo ( prva versajska pogodba), ki si jo je Avstrija že dolgo želela. Avstrija je imela že nekaj časa sklenjeno obrambno zvezo tudi z Rusijo, kjer je od leta 1741 vladala velika sovražnica pruskega kralja Friderika Velikega carica Elizabeta Ruska, ki je bila pripravljena sodelovati tudi pri napadu na Prusijo.
Avstrija je mir po nasledstveni vojni izkoristila za krepitev svoje vojske in utrjevanje meje s Prusijo, kamor je začela premikati svojo vojsko. Friderik je spremembe seveda pozorno spremljal, imel pa je tudi ljudi, ki so ga obveščali o medsebojnih dogovorih nasprotnikov.

## Tretja šlezijska vojna

### 1756
Friderik II. ni čakal na napad, ampak je brez vojne napovedi prvi napadel. Njegova vojska je vdrla v Saško (ki se je ravno zato, da ne bi bila vpletena, izogibala zavezništvu z eno ali drugo stranjo), zavzela Dresden in blokirala saško vojsko v vojaškem taboru pri Pirni (jugovzhodno od Dresdna). Avstrijsko vojsko, ki je prihajala na pomoč, je Friderik oktobra 1756 pri Lovosicah (na sredini med Prago in Dresdnom) prestregel in jo odbil. Na Saškem si je ustvaril bazo za napad na Češko in Moravsko (ki sta bili od tridesetletne vojne dedni del avstrijske monarhije). Avstriji in Franciji so se v protipruski koaliciji pridružile Rusija, Švedska in več nemških kneževin. Reichstag je odredil Reichsexekution, vojaški poseg sil cesarstva proti kršilcu deželnega miru. Francija je z drugo versajsko pogodbo (maj 1757) obljubila Avstriji aktivno vojaško podporo.

### 1757
Z vstopom Rusije in Švedske v vojno, spomladi 1757, je bila protipruska koalicija dokončno oblikovana. Prusija je imela okrog 150.000 vojakov in njeni zavezniki okrog 20.000. Vojske nasprotne strani so bile skupaj mnogo številnejše; Avstrija je razpolagala z okrog 150.000 vojaki, približno toliko jih je prispevala tudi Rusija, Francija pa preko 200.000; poleg tega je bila tu še vojska zbrana v cesarstvu z vsaj 30.000 vojaki.
Friderik je skušal odvrniti vojno od pruskega ozemlja in je spomladi leta 1757 s svojo vojsko vkorakal na Češko. Maja je zmagal v bitki pred Prago in začel oblegati mesto. Z Moravskega je mestu prihajal na pomoč z delom avstrijske vojske feldmaršal grof Leopold Joseph von Daun. Friderik je polovico svoje vojske obrnil proti njemu in bil junija 1757 vzhodno od Prage pri Kolinu hudo poražen. Zaradi poraza je moral umakniti svojo vojsko iz Češke nazaj v Saško.
Med tem so Prusijo napadli avstrijski zavezniki. Že v marcu 1757 so Švedi iz svoje trdnjave Stralsund na obali Baltika vdrli v prusko Pomorjansko. Na zahodu Nemčije so Francozi julija premagali vojsko Frideriku naklonjenih nemških knezov pri Hastenbecku (danes del mesta Hameln, jugozahodno od Hannovra). Rusi so vdrli v Vzhodno Prusijo in avgusta dosegli zmago pri Groß-Jägersdorfu ob reki Pregolji, 70 km vzhodno od Kaliningrada. Istočasno je v Turingijo vkorakala cesarska vojska, ki so jo sestavljale francoske enote in enote zbrane iz cesarstva. Friderik jim je iz Šlezije prihitel naproti in jih s pol manj vojaki novembra premagal pri Roßbachu (južno od Merseburga, zahodno od Leipziga); v nadvse popularni bitki je cesarska stran izgubila 7000 mož, Friderik pa le 550.
V Šleziji so Avstrijci izkoristili odsotnost glavnine Friderikove vojske in so pri Ujazdu (del mesta Zgorzelec ob Łužyski Nysi) zmagali nad delom pruske vojske, ki je ostal v Šleziji, zavzeli mesto Świdnica, zmagali v bitki pri Vroclavu, zasedli Vroclav in do konca novembra tudi večji del Šlezije. Avstrijska huzarska enota je 16. oktobra prodrla celo do Berlina in se, potem ko je prejela odkupnino, spet umaknila. V začetku decembra se je Friderik z glavnino vojske v hitrem maršu (250 km v 12-tih dneh) vrnil v Šlezijo in v bitki pri Lutyniji (vas v območju  Środe Śląske) odločilno premagal enkrat večjo avstrijsko vojsko pod poveljstvom princa Karla Aleksandra Lotarinškega, mlajšega brata Franca I. Štefana. Po porazu so se Avstrijci vrnili na Češko. Obe vojski sta tako spet  zasedli položaje iz začetka leta.

### 1758
Aprila 1758 so Britanci zavezništvo s Prusijo še poglobili (da bi v Evropi vezali čim več francoskih sil in tako svobodneje delovali v prekomorskih kolonijah) in jim v t. i. angleško-pruski konvenciji obljubil veliko vsakoletno denarno pomoč, ki je zadoščala za postavitev vojske 50.000 mož. Že pred tem, v februarju, ko je bila francoska vojska še v zimskih taborih, je na zahodu vojvoda Ferdinand von Braunschweig-Wolfenbüttel na čelu vojske, sestavljene iz britanskih čet in čet Frideriku naklonjenih nemških knezov, začel vojaške operacije, prodrl v območje zahodno od reke Weser in junija 1758, skupaj z delom pruske vojske, pri Krefeldu (severozahodno od Düsseldorfa) premagal francosko vojsko in postal gospodar desnega brega Rena.
Friderik, ki mu nevarnost z zahoda ni pretila, je želel zvabiti čim več avstrijskih sil na oddaljeno Moravsko. Maja je začel oblegati močno utrjeni Olomuc, toda v juniju mu je mladi avstrijski general Ernst Gideon von Laudon pri Domašovu nad Bystřicí (vzhodno od Šternberka) s hitro akcijo presekal oskrbovalno pot, tako da je moral obleganje prekiniti. Julija je Friderik izvedel, da Rusi zbirajo veliko vojsko v Poznanju in je s svojo vojsko pohitel proti severu, da jim preseka pot proti Berlinu. Avgusta je prišlo  pri  Sarbinowem (vas pri Dębnem, severno od Frankfurta na Odri) do izenačene in krvave bitke, v kateri nobena stran ni hotela odnehati in je bilo skupaj ubitih, ranjenih ali ujetih kakih 30.000 vojakov. Odtlej Friderik ni več podcenjeval ruskih vojakov. Po bitki so se Rusi umaknili nazaj preko Visle, Friderik pa je hitel proti avstrijski vojski, ki je pod vodstvom grofa von Dauna prodrla na Saško.
14. oktobra je avstrijska vojska ponoči napadla vojaški tabor, ki ga je dal Friderik postaviti na nekoliko nepremišljeni lokaciji pri  Hochkirchu (vzhodno od Bautzna). Poraz, ki je sledil presenečenju (po Kolinu drugi veliki Friderikov poraz), v katerem je večina njegovih vojakov v temi reševala golo življenje, pa še ni ogrozil obstoja njegove vojske. Daun tedaj ni uspel zavzeti 60 km oddaljenega Dresdna in se je koncem novembra vrnil na Češko.

### 1759
Aprila 1759 so Francozi pri Bergnu, severovzhodno od Frankfurta ob Majni, premagali vojsko Ferdinanda von Braunschweiga. Ta se jim je avgusta oddolžil za poraz z zmago pri Mindnu, po kateri je zavzel Münster.
Julija 1759 je ruska vojska pod vodstvom Pjotra Semjonoviča Saltikova na poti iz Poznanja proti Berlinu pri vasi Kije ob Odri severno od mesta Zielona Góra zmagala nad večjo enoto pruske vojske in se pri Kunovicah (severovzhodno od Frankfurta na Odri) združila z avstrijsko vojsko pod vodstvom generala Laudona, ki je prodrla preko Šlezije. Združeni sta ogrožali jedro brandenburškega ozemlja, zato je Friderik s svojo vojsko prihitel s Saškega in 12. avgusta napadel. Začetek bitke je bil za Friderika uspešen, a se z njim ni zadovoljil in je hotel, kljub številčni premoči nasprotnikov, izsiliti dokončno odločitev. V drugem delu bitke je bil katastrofalno poražen, njegova vojska je razpadla in sam Friderik je bil skoraj zajet. Zaveznikom je bila odprta pot v Berlin, toda zaradi neenotnosti priložnosti niso izkoristili. Rusi so se jeseni vrnili na izhodiščni položaj, avstrijska vojska pa se je usmerila proti Dresdnu in skupaj s cesarsko vojsko zasedla skoraj vso Saško. Utrujenost se je polotila vseh strani in izgledalo je že, da bo prišlo do mirovnih pogovorov, ko je novembra Daunova vojska pri Maxnu (jugovzhodno od Dresdna) prisilila 13.000 pruskih vojakov k predaji in sta se Avstrija in Rusija odločili za nadaljevanje vojne.

### 1760
Med tem ko je začetkom leta 1760 poskušal Friderik ponovno osvojiti Dresden, ki ga je branil  feldmaršal Daun, je Laudon vdrl v Šlezijo, zavzel nekaj važnih utrdb in pri  mestu Kamienna Góra uničil kontingent pruske vojske. Friderik je odhitel v Šlezijo (Daun mu je sledil)  in pri  Legnici (potem ko se je z nočnim maršem izmaknil iz položaja, ki so ga obkoljevale vojske Dauna, Lacyja in Laudona) premagal vojsko Laudona. 
Med tem je cesarska armada zasedla Saško, Rusi in Avstrijci pa so kratkotrajno, drugič to vojno, zasedli Berlin in ga tokrat oropali. Novembra je uspelo Frideriku  v krvavi bitki, polni preobratov, še enkrat premagati Dauna in Lacyja  pri mestu Torgau na Saškem (50 km severovzhodno od Leipziga). Kljub temu je bil njegov položaj zelo slab; v rokah nasprotnikov so bile Vzhodna Prusija, Saška in Šlezija. Švedi so zavzeli del pruskega Pomorjanskega. Francozi so oktobra pri samostanu Kampen (na območju mesta Kamp-Lintfort pri Duisburgu) premagali pruske zaveznike. 

### 1761
Leta 1761 so bili vsi udeleženci vojne že zelo izčrpani. Prusija se je omejila na obrambo lastnih in  že osvojenih ozemelj. Avstrija je morala zaradi finančnih težav zmanjšati svojo vojsko. Vojske so se izogibale odločilnim spopadom. Avstrijska in ruska vojska sta se usmerili v Šlezijo, Friderik pa jima je z manevri preprečeval, da bi se združili. Ko jima je to avgusta uspelo, se je Friderik s svojo vojsko zabarikadiral v utrjenem taboru pri Bolesławicah (ob mestu Świdnica v Spodnji Šleziji). Čeprav je bilo razmerje sil 130.000 napram 50.000 v korist oblegovalcev, ti tabora niso napadli. Septembra so se Rusi  umaknili čez Odro, Avstrijci pa so zasedli Zgornjo Šlezijo.
Čeprav zavezniki niso uspeli uničiti pruske vojske, je bil položaj Prusije zelo kritičen. Po smrti angleškega kralja Jurija II. je septembra 1761 padla stara vlada grofa Pitta (William, 1. grof of Chathamin), nova pa je Frideriku II. odpravila subsidiarne dajatve. Britanci so dotlej uresničili večji del svojih ciljev v Severni Ameriki in Indiji in začeli mirovna pogajanja s Francozi. Rusi so zasedali Vzhodno Pomorjansko, Avstrijci Šlezijo. Decembra je bil tako Friderikov položaj na najnižji točki. Friderik in njegova vojska so bili do kraja izčrpani od vojne.

### 1762
Začetek leta 1762 pa je prinesel popoln preobrat. 5. januarja 1762 je umrla ruska carica Elizabeta. Nasledil jo je nečak Peter III., ki je bil, nasprotno kot njegova teta, velik Friderikov oboževalec. Prusiji je vrnil vsa osvojena ozemlja, maja sklenil z njo mir in potem celo zavezništvo, nakar je mir s Prusijo sklenila tudi Švedska. Carica Katarina Velika, ki je zavladala po umoru Petra III. (julij 1762), ni potrdila zavezništva, pa tudi ni obnovila sovražnosti s Prusijo. Avstrija je ostala, brez pomoči Rusije in Francije, ki tudi ni bila več pripravljena podpirati šlezijske vojne, popolnoma osamljena. Prvič v tej vojni so bile sile obeh strani številčno približno izenačene, kar je Friderika vzpodbudilo, da je prešel v ofenzivo. Ferdinand von Braunschweig je premagal francosko vojsko pri gradu Wilhelmshal blizu Kessla (junij) in saško pri Lutterbergu (blizu Göttingena, julij), Friderik pa je z zmagama pri Burkatówu (blizu  Świdnice, julij) in Freibergu (jugozahodno od Dresdna, oktober) pregnal Avstrijce iz Šlezije in Saške. Velika Britanija in Francija sta se v Fontainebleauju dogovorili za mir, ki je bil podpisan 10. februarja 1763 v Parizu. Pet dni za tem so medsebojno mirovno pogodbo na saškem gradu Hubertusburg podpisale tudi Prusija, Avstrija in Saška. Potrjene so bile predvojne meje. Frideriku je bila dokončno priznana oblast nad Šlezijo. Friderik je Avstriji zagotovil podporo pri izvolitvi nadvojvode Jožefa II. za rimsko-nemškega kralja.

## Pomorska kolonialna vojna
V Severni Ameriki so francoski kolonialisti v dolini Ohia z utrdbami preprečevali nadaljnje širjenje britanskih kolonialnih posesti. Leta 1754 so tam ponovno izbruhnili spopadi, v katerih so bili Francozi sprva uspešni; bili pa so v celoti odvisni od podpore iz matične dežele. Potem ko je leta 1756 v Evropi izbruhnila vojna in so bile celinske države zaposlene predvsem z njo, je Velika Britanija lahko nadzorovala oskrbovalne ladijske poti. Odrezana od matične dežele je najprej padla francoska trdnjava Luisbourg (na otoku Cape Breton, julij 1758), kar je Britancem odprlo pot v Zaliv svetega Lovrenca in potem  Quebec (v ustju reke sv. Lovrenca, september 1759).
Dokončno je bila usoda francoskih kolonij odločena z zmagama britanskega ladjevja na evropskih obalah: avgustu 1759 nad francosko sredozemsko floto pred Lagosom (Portugalska) in  novembra 1759 z zmago nad francosko atlantsko floto v zalivu Quiberon blizu francoske pomorske baze Brest. Septembra 1760 je padel tudi Montréal.
Leta 1762 so Britanci zavzeli francoske posesti v Karibskem morju (Martinik, Grenada, Sveta Lucija, Sveti Vincent). Po vstopu Španije v vojno (1761) so Britanci v juniju 1762 zasedli tudi kolonijo Havano na Kubi in v septembru 1762 Manilo na Filipinih.
V Afriki so Britanci maja 1758 zavzeli francoske postojanke v ustju reke Senegal.
V Indiji so Britanci z zasedbo Bengalije (po zmagi v bitki pri kraju Palaši, junij 1757) pridobili najbolj rodoviten in bogat predel Indije. Od tod so poslali okrepitve na Koromandijsko obalo Indije. Po  zmagi pri Vandivašhu (januar 1760) je januarja 1761 padla še zadnja francoska oporna točka Pondičeri.
S pariškim sporazumom (februar 1763) je Francija prepustila Veliki Britaniji vsa ozemlja vzhodno od Misisipija in okrog velikih jezer. Španija je Veliki Britaniji prepustila Florido, v zameno pa je dobila od Francije ozemlja zahodno od Misisipija. Na severu Amerike je Francija obdržala le ribiška otoka Saint Pierre in Miquelon ob obali Nove Fundlandije.
Francija je v Karibih obdržala samo zahodni del otoka Hispaniola (današnji Haiti) in nekaj otokov v Malih Antilih ter v Indiji pet trgovskih pristanišč.